# Ludwig Balthasar Alexis Bartholomäi
Ludwig Balthasar Alexis Bartholomäi (rusko Алексе́й Ива́нович Бартоломе́й), ruski general baltsko-nemškega rodu, * 1784, † 1839.
Bil je eden izmed pomembnejših generalov, ki so se borili med Napoleonovo invazijo na Rusijo; posledično je bil njegov portret dodan v Vojaško galerijo Zimskega dvorca.

## Življenje
19. aprila 1798 je kot podčastnik vstopil v Arensburški garnizijski bataljon; po več mesecih je bil povišan v višjega vodnika. 27. marca 1802 je bil premeščen v 3. lovski polk. 
19. januarja naslednjega leta je postal adjutant generala de Tollyja, s katerim se je udeležil vojne tretje in četrte koalicije. 21. aprila 1807 je postal adjutant vrhovnega poveljnika ruske vojske Benningsena. 
23. januarja 1808 je bil kot štabni stotnik premeščen v lovski polk. Za zasluge med patriotsko vojno je bil 8. oktobra 1813 povišan v generalmajorja. 29. avgusta 1814 je postal brigadni poveljnik v 14. pehotni diviziji. Car Aleksander I. ga je pozneje imenoval za poveljnika brigade v 4. pehotni diviziji
28. januarja 1826 je postal poveljnik 9. pehotne divizije in 22. avgusta istega leta je bil povišan v generalporočnika. 4. oktobra 1829 je postal poveljnik 10. pehotne divizije in 2. aprila 1833 poveljnik 8. pehotne divizije.
Udeležil se je rusko-turške vojne (1828-29) in zatrtja poljske vstaje (1830-31). Zaradi slabega zdravja se je 15. oktobra 1834 upokojil.